# Castello di Monbrillant
Il Castello di Monbrillant (o castello di Montbrillant, in tedesco Schloss Monbrillant) era un castello della città di Hannover, in Bassa Sassonia, Germania.
Tecnicamente, il castello era un Lustschloss, un palazzo di piacere realizzato per la figlia illegittima dell'elettore Ernesto Augusto di Brunswick-Lüneburg. Dopo essere stato smontato nel 1857 per lasciare il posto al castello reale di Welfenschloss, il castello venne ricostruito nell'odierna città di Georgsmarienhütte come edificio residenziale per i direttori dello stabilimento del Georgs-Marien-Bergwerks- und Hüttenverein ed infine demolito nel 1925.

## Storia

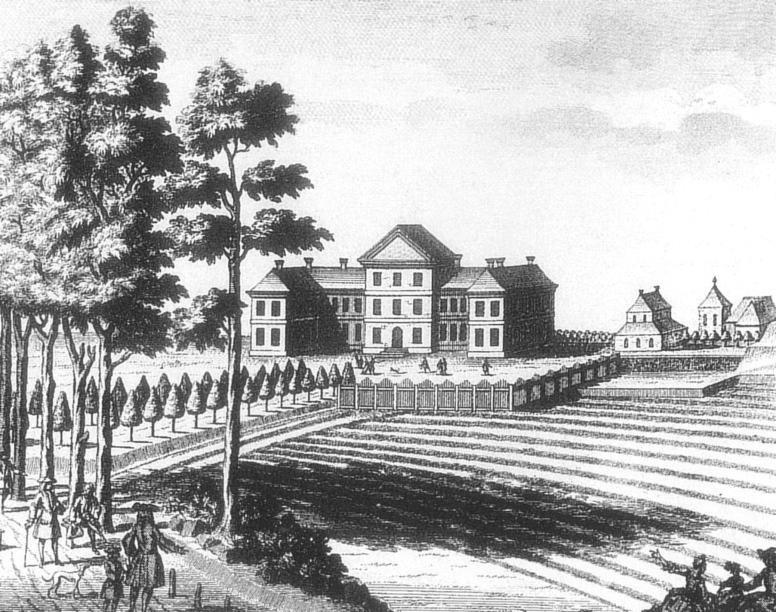
Il castello di Montbrillant in una stampa del 1720

Il castello venne costruito per ordine del principe elettore Giorgio Luigi di Brunswick-Lüneburg per la sua sorellastra, la contessa Sophie von Platen-Hallermund, annettendolo alla proprietà del Welfengarten. Il palazzo venne progettato dall'architetto di corte Louis Remy de la Fosse nel 1713 e costruito tra il 1717 e il 1720 sotto la supervisione di Johann Christian Böhme.
Dopo la morte della contessa nel 1726, la casata elettorale degli Hannover acquistò il castello e lo utilizzò come foresteria del proprio castello di Herrenhausen posto proprio all'estremità opposta del Grosser Garten che divideva le due proprietà. Dal 1814 al 1837 venne utilizzato dal duca Adolfo Federico, figlio di re Giorgio III di Gran Bretagna e padre della futura regina Vittoria, come propria residenza in Germania. Georg Ludwig Friedrich Laves ristrutturò completamente il palazzo per lui nel 1816. I sovrani Ernesto Augusto I e Giorgio V di Hannover, ultimo re di Hannover, lo usarono come residenza estiva. Qui Giorgio V incontrò sua moglie Maria per la prima volta il 14 luglio 1839, che all'epoca aveva 21 anni.

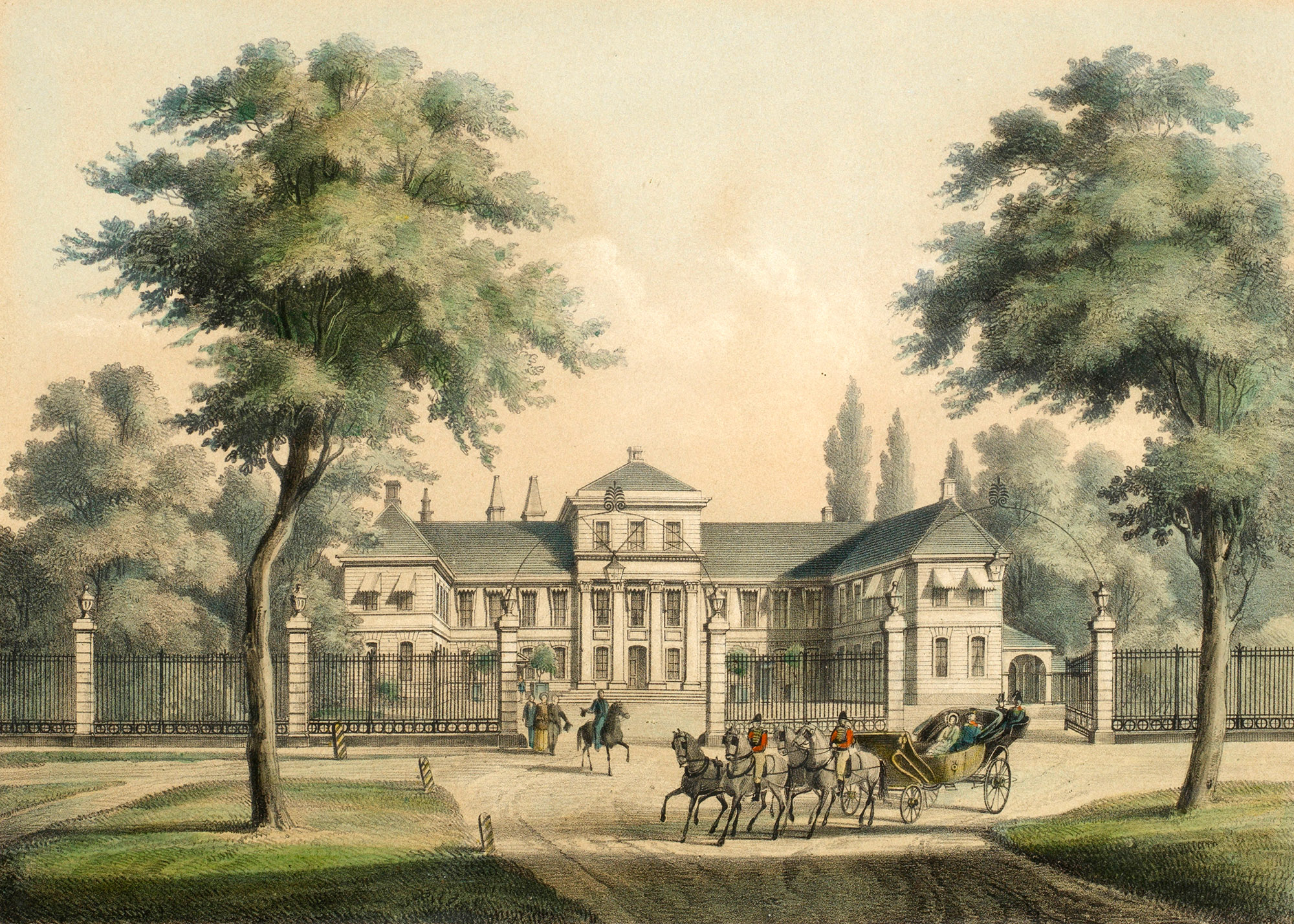
Il castello di Monbrillant in una litografia di metà Ottocento

Fu del resto però lo stesso Giorgio V a ordinare che nel 1857 il castello di Montbrillant venisse smontato per cedere il posto ad un suo nuovo progetto architettonico, il Welfenschloss, completato in parte nel 1866 ed oggi sede dell'Università di Hannover.
Il palazzo, anziché essere demolito, venne però venduto per la somma di 5010 talleri dalla Georgs-Marien-Bergwerks- und Hüttenverein fondata nel 1856 col sostegno del re Giorgio V e di sua moglie Marie. La società dirigeva le acciaierie di Malbergen, nei pressi di Osnabrück, nella località oggi nota come Georgsmarienhütte, così da rendere il regno di Hannover indipendente dalle importazioni di ferro dalla regione della Ruhr e dall'Inghilterra. La struttura venne smontata pezzo per pezzo riconoscendole un importante valore storico e rimontata sul posto dove funse da residenza per i direttori del complesso industriale, fungendo occasionalmente anche da sede della scuola locale.
Quando le opere siderurgiche, che erano state acquisite dalla Klöckner-Werke nel 1923, si espansero, il castello fu definitivamente demolito nel 1925. Nell'abitato di Georgsmarienhütte, oggi, l'unica testimonianza rimasta della presenza del castello è la Schloßstraße che appunto da esso prende il nome. L'arenaria derivata dalla demolizione del castello, venne riutilizzata per la costruzione dell'attuale Herz-Jesu-Kirche sulla Ulmenstraße.